# Saint-Julien-en-Vercors
 Saint-Julien-en-Vercors  là một xã thuộc tỉnh Drôme trong vùng Auvergne-Rhône-Alpes đông nam nước Pháp.